# Saúl Ñíguez
Saúl Ñíguez Esclápez eller bare Saúl (født 21. november 1994 i Elche, Spanien) er en spansk fodboldspiller (central/defensiv midtbane). Han spiller for Atlético Madrid.

## Klubkarriere
På ungdomsniveau repræsenterede først Real Madrid, men skiftede i 2008 til lokalrivalerne Atlético. Han blev i 2010 rykket op på klubbens senior-andethold. I marts 2012, i en alder af kun 17 år, fik han sin debut for klubbens førstehold i et Champions League-opgør mod Besiktas. Efter et étårigt lejeophold hos Rayo Vallecano etablerede han sig fra sæsonen 2014-15 som en del af Atléticos førstehold.

## Landshold
Saúl står (pr. maj 2018) noteret for ni kampe for Spaniens landshold, som han debuterede for 1. september 2016 i en venskabskamp mod Belgien. Han var en del af landets trup til VM 2018 i Rusland.
I perioden 2013-2017 spillede Saúl desuden 25 kampe og scorede ni mål for spaniernes U/21-landshold, som han blandt andet vandt sølv med ved U/21-EM 2017.